# Кортни, Уильям, 1-й баронет
Сэр Уильям Кортни, 1-й баронет (англ. Sir William Courtenay, 1st Baronet; 7 сентября 1628 — 1 августа 1702) — английский дворянин и политик.

## Происхождение
Родился 7 сентября 1628 года. Старший сын Фрэнсиса Кортни (ок. 1576—1638) из замка Паудерем и его второй жены Элизабет Сеймур (? — 1669), дочери сэра Эдварда Сеймура, 2-го баронета.

## Карьера

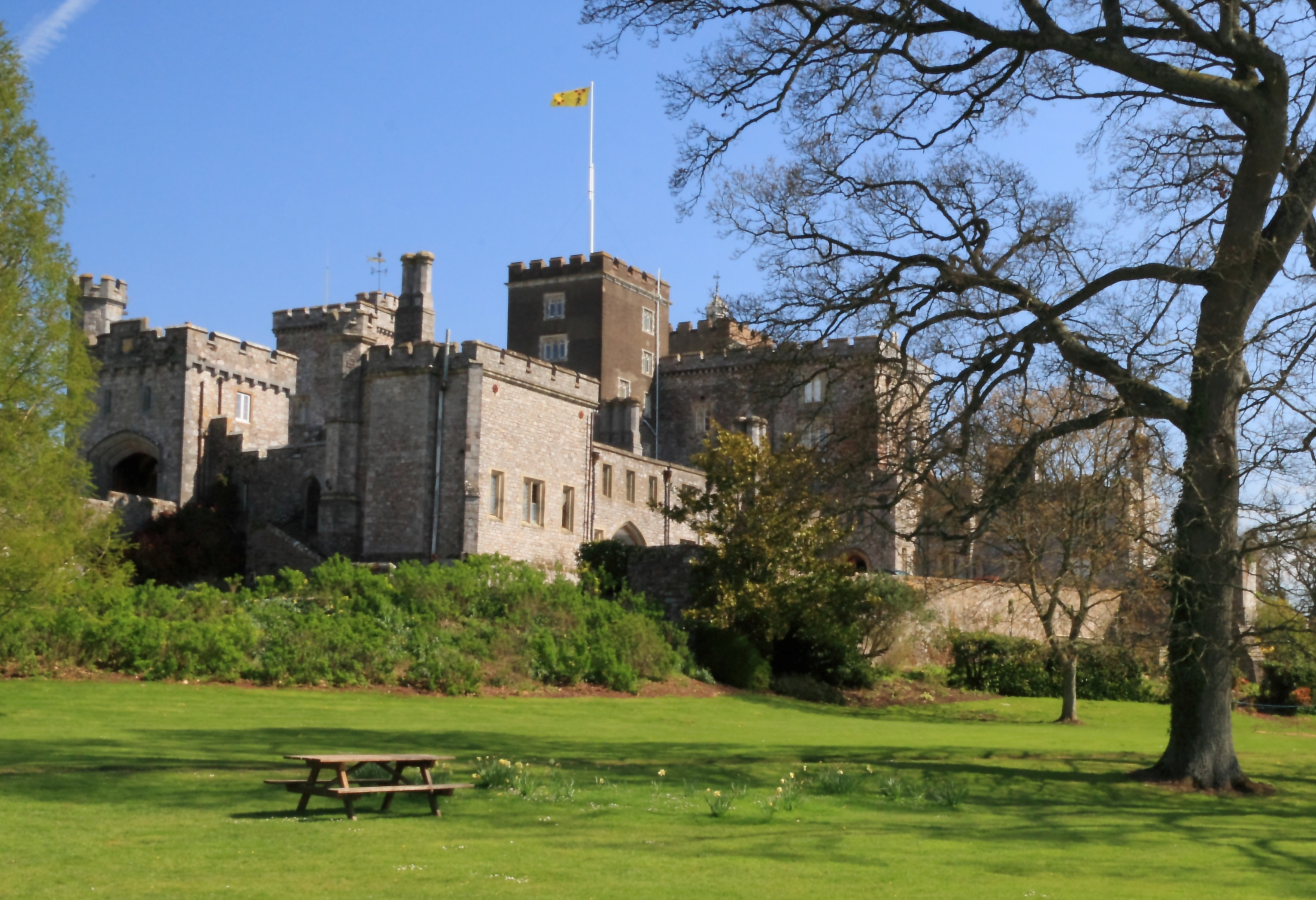
Замок Паудерем, графство Девон

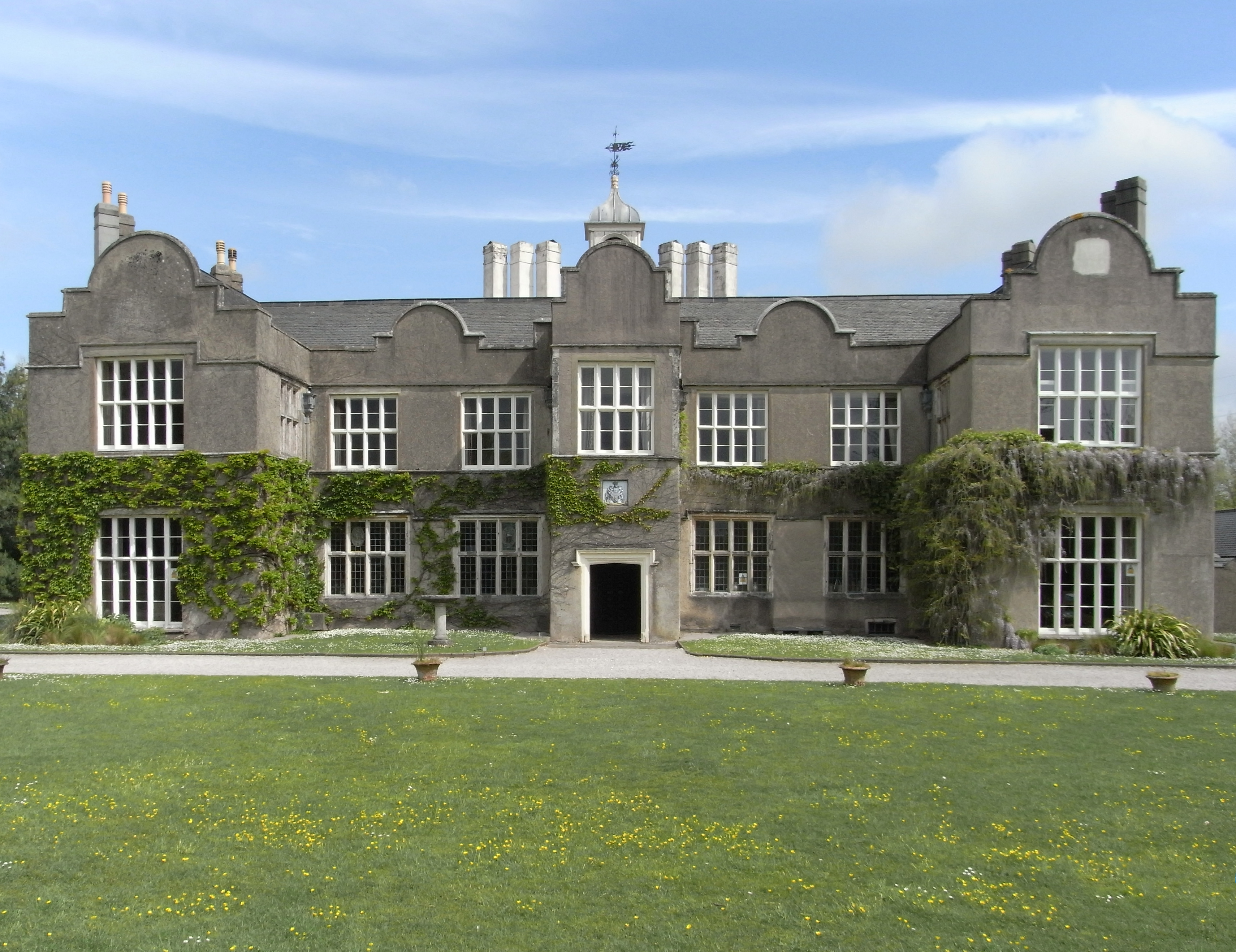
Форд-хаус, графство Девон

В феврале 1644 году король Карл I Стюарт пожаловал ему титул баронета, но он презирал недавно изобретенный титул, возможно, по политическим причинам, и никогда не получал патента. Поэтому он не был включен в список баронетов, хотя король именовал его так в своих поручениях.
2 апреля 1660 года Уильям Кортни стал членом Палаты общин Англии от Эшбертона, Девон . Однако он ушел из политики после Реставрации и, по-видимому, не вернулся в 1661 году. В 1664 году он служил главным шерифом Девона. В 1677 году здоровье Кортни не позволило ему баллотироваться от Эшбертона. 8 февраля 1679 года Уильям Кортни стал депутатом от Девона до 1685 года. Его здоровье не позволило ему баллотироваться в 1688 году.
После Славной революции 1688 года Уильям Кортни финансировал роскошный прием в Форд-Хаусе, Уолборо, для Вильгельма Оранского и его совета, которые только что высадились неподалеку в Торбее. Сам он не присутствовал в качестве хозяина, посчитав благоразумным не слишком сильно ассоциировать себя с новым режимом, если он потерпит неудачу. Кресло, на котором сидел будущий король Вильгельм III во время своего первого Государственного совета в Форде, теперь выставлено в обеденном зале замка Паудерем.

## Брак и дети
Уильям Кортни женился на Маргарет Уоллер (ум. январь 1694), дочери сэра Уильяма Уоллера (ок. 1598—1668), парламентского генерала в Гражданской войне, и будущей наследнице своего деда по материнской линии сэра Ричарда Рейнелла (ок. 1558—1633) из Форда, Вулборо, Девон, где он построил новый особняк примерно в 1610 году. Форд-хаус стал главным домом пары, возможно, из-за ущерба, нанесенного замку Паудерем во время Гражданской войны, он был захвачен 25 января 1646 года у роялистского гарнизона парламентскими войсками под командованием полковника Роберта Хаммонда. Конечно, сэр Уильям и его жена были похоронены в Вулборо, и несколько их детей были крещены там. У супругов было восемь детей:
- Полковник Фрэнсис Кортни (1651 — 1 2мая 1699), старший сын, умерший раньше своего отца. В 1670 году он женился на Мэри Бови, дочери Уильяма Бови (ум. 1661), торговца голландского происхождения из аббатства Флаксли, Глостершир, брата торговца, юриста, философа и пионера-застройщика Эксмура Джеймса Бови (1622—1696). Его старшим сыном и, таким образом, наследником своего деда был сэр Уильям Кортни, 2-й баронет (1675—1735) де-юре 6-й граф Девон.
- Джеймс Кортни (1655—1727), из Уолреддона, Витчерч, Девон. Он женился на Элизабет Бурбон в 1682 году.
- Джордж Кортни (род. 1657), член парламента от Фицфорда, Девон.
- Ричард Кортни (? — 1696), он женился на Кэтрин Уоллер.
- Уильям Кортни (? — 1703), член парламента от Девона[1]. Женился на Сюзанне Келлонд
- Элизабет Кортни, вышла замуж за Джона Клобери в 1673 году.
- Маргарет Кортни (1663—1755), она вышла замуж за Эдмунда Рейнелла.
- Джейн Кортни (род. 1664), она вышла замуж за Джона Роу в 1687 году.

## Смерть и погребение
Уильям Кортни скончался в возрасте 73 лет и был похоронен в Вулборо, приходской церкви Форд-Хауса. Ему наследовал его внук сэр Уильям Кортни, 2-й баронет (1675—1735), де-юре 6-й граф Девон.